# Glonn
Glonn ist ein Markt und staatlich anerkannter Erholungsort im oberbayerischen Landkreis Ebersberg sowie der Sitz der gleichnamigen Verwaltungsgemeinschaft.

## Geographie

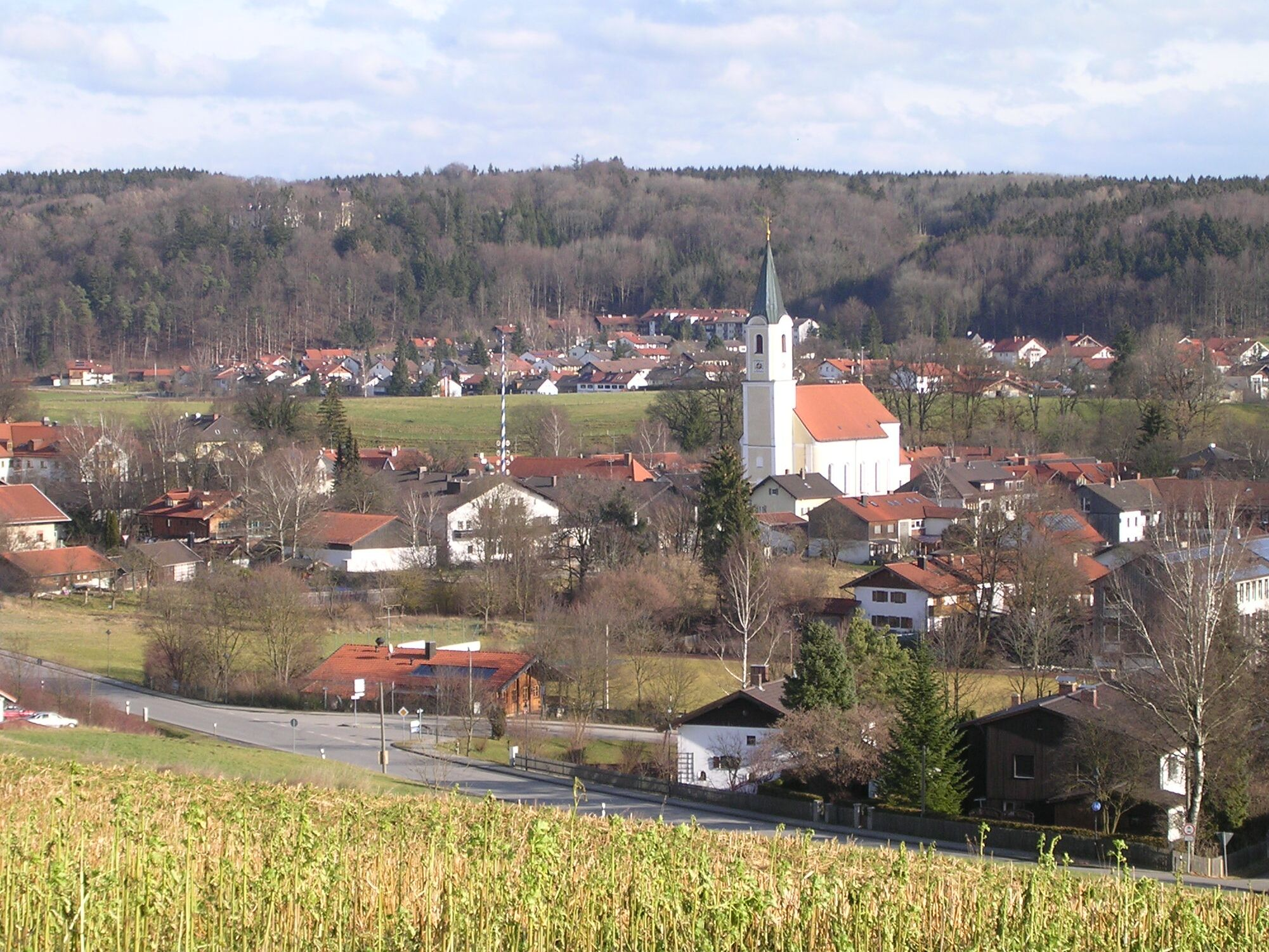
Glonn, Ansicht aus Süd-West

Glonn befindet sich in der Region München im Alpenvorland rund 13 km südlich von Zorneding, 11 km südwestlich von Grafing, 22 km nordwestlich von Bad Aibling, 26 km nördlich von Miesbach und 30 km von der Landeshauptstadt München entfernt. Zum Flughafen München sind es etwa 54 km.

### Geographische Lage
Der Erholungsort Glonn liegt idyllisch eingebettet im Glonntal, einem ehemaligen Schmelzwassertal des früheren Inngletschers und ist von bewaldeten Hügeln umgeben. Im Süden bestimmt die Kette der Bayerischen Alpen den Horizont. Die fließenden Gewässer Glonn, Kupferbach und Schrankenbach (Donisbachl) haben ihre Quellen im Glonner Gemeindegebiet. Zum Teil auf der Gemeindeflur liegen insgesamt vier Landschaftsschutzgebiete: Kupferbachtal und Umgebung, Toteiskessellandschaft Kastenseeon, Schutz des Kitzelsees und seiner Umgebung sowie Steinsee, Moosach, Doblbach, Brucker Moos und Umgebung.

### Nachbargemeinden
Die unmittelbar benachbarten Gemeinden Baiern, Bruck, Egmating, Moosach und Oberpframmern bilden mit Glonn eine Verwaltungsgemeinschaft.

### Gemeindegliederung
Es gibt 27 Gemeindeteile (in Klammern ist der Siedlungstyp angegeben):
- Adling (Kirchdorf)
- Balkham (Dorf)
- Doblberg (Weiler)
- Filzen (Einöde)
- Frauenreuth (Kirchdorf)
- Georgenberg (Einöde)
- Glonn (Hauptort)
- Hafelsberg (Weiler)
- Haslach (Kirchdorf)
- Herrmannsdorf (Weiler)
- Kastenseeon (Weiler)
- Kreuz (Weiler)
- Mattenhofen (Dorf)
- Mecking (Einöde)
- Mühlthal (Weiler)
- Ödenhub (Einöde)
- Reinstorf (Weiler)
- Reisenthal (Einöde)
- Schlacht (Kirchdorf)
- Sonnenhausen (Gut)
- Steinhausen (Dorf)
- Straß (Einöde)
- Überloh (Einöde)
- Ursprung (Weiler)
- Westerndorf (Dorf)
- Wetterling (Dorf)
- Zinneberg (Anstalt)

### Natur
Folgende Schutzgebiete berühren das Gemeindegebiet:
- Naturschutzgebiet Kupferbachtal bei Unterlaus (NSG-00177.01)
- Landschaftsschutzgebiet LSG "Steinsee, Moosach, Doblbach, Brucker Moos und Umgebung" (LSG-00406.01)
- Landschaftsschutzgebiet LSG "Kupferbachtal und Umgebung" im Markt Glonn und der Gemeinde Egmating (LSG-00367.01)
- Landschaftsschutzgebiet LSG „Toteiskessellandschaft Kastenseeon“ im Markt Glonn und der Gemeinde Egmating (LSG-00376.01)
- Landschaftsschutzgebiet Schutz des Kitzelsees und seiner Umgebung in der Gemeinde Moosach und der Marktgemeinde Glonn als LSG (LSG-00337.01)
- Fauna-Flora-Habitat-Gebiet Kupferbachtal, Glonnquellen und Gutterstätter Streuwiesen (8037-371)
- Fauna-Flora-Habitat-Gebiet Kastensee mit angrenzenden Kesselmooren (8036-301)

## Geschichte
Eine frühgeschichtliche Besiedelung ist durch eine Anzahl von Funden aus der Jungsteinzeit, u. a. einer Wohngrube sowie von Waffen und Schmuck, nachgewiesen. Der Name des Ortes leitet sich von der keltischen Bezeichnung des Flusses „Glana“ – die Klare – ab.
In Traditionsnotizen des Bischofs von Freising ist Glonn im Jahr 770 (26. September) als „(flumen) Clana“ und 774 (21. März) als „Glan“ ausgewiesen; dies wird als ältester Beleg für die Ortsgründung angesehen. Aus der Zeit um 1015 ist ein Ortsadel „de Glana“ überliefert, 1349 erscheint in der Bautenübersicht Monumenta Boica die Kirche St. Johann zu Glan.
Im 16. Jahrhundert färbte sich der Name lautlich über „Glon“ zum heutigen „Glonn“.
1632 wurde Glonn von den Schweden im Dreißigjährigen Krieg nahezu vollständig niedergebrannt. Der Wiederaufbau zog sich lange hin; erst 1823 wurde die neue Kirche fertiggestellt und geweiht.
Im Jahre 1818 entstand durch das bayerische Gemeindeedikt die Gemeinde Glonn. Seit 1901 wird Glonn als Marktgemeinde geführt. Schon seit 1908 gibt es in Glonn Elektrizität, erzeugt durch eigene Elektrizitätswerke mit Wasserkraft in ehemaligen Mühlen. 1914 war bereits etwa die Hälfte der Glonner Wohnhäuser elektrifiziert.
Der Ort Glonn wandelte sich von einem landwirtschaftlich, von wenig Handwerk geprägten Dorf in ein modernes Kleinzentrum mit Handwerk und Handel für die umliegenden Gemeinden. Die Landwirtschaft ist stark zurückgegangen.
Nach dem Zweiten Weltkrieg wurde die Besiedlungsstruktur Glonns von der Eingliederung der eintreffenden Heimatvertriebenen, Ausgebombten und Evakuierten bestimmt, die schließlich mehr als ein Drittel der Bevölkerung stellten. Eine umfangreiche Bautätigkeit setzte ein. 1959 war die Einführung von Straßennamen notwendig, die bisher vergebenen Hausnummern reichten nicht mehr aus.
Die Gemeinden Baiern, Bruck, Egmating, Glonn,  Moosach und Oberpframmern schlossen sich 1978 im Zuge der Gebietsreform in Bayern zur Verwaltungsgemeinschaft Glonn zusammen.
Wiederholt kam es in Glonn zu Überschwemmungen. Die schwerste traf den Ort im August 2002.

### Einwohnerentwicklung
Zwischen 1988 und 2018 wuchs der Markt von 3680 auf 5276 um 1596 Einwohner bzw. um 43,4 %.

## Politik

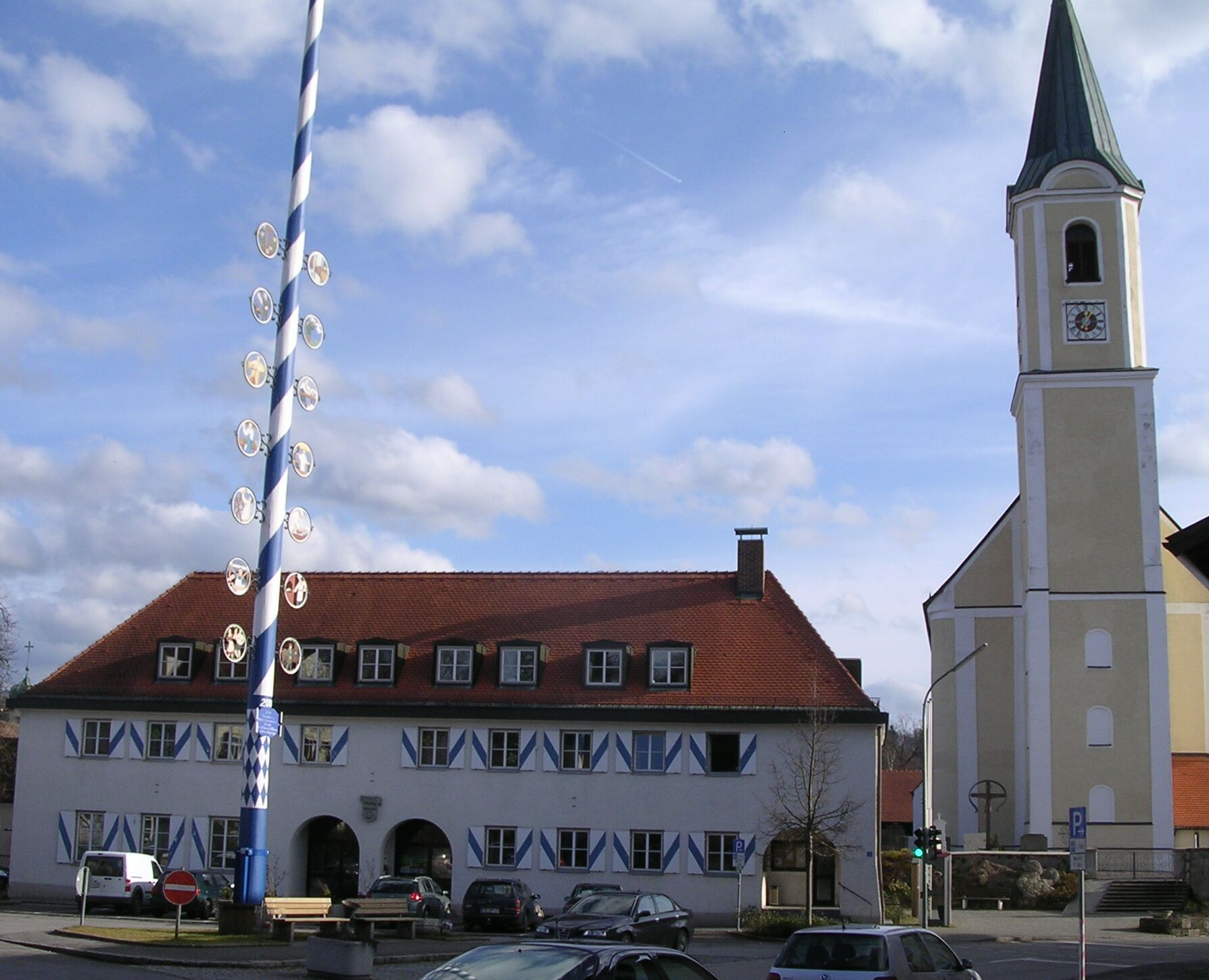
Marktplatz in Glonn, mit Maibaum, Rathaus und Pfarrkirche

In der Gemeinde sind folgende Parteien mit einem eigenen Ortsverband aktiv:
- CSU
- SPD
- Bündnis 90/Die Grünen
- Kommunalpolitischen Arbeitskreis (KommA)
- Wählergruppe „Glonner für Glonn“ (GfG)

### Gemeinderat und Bürgermeister
Der Gemeinderat setzt sich seit der Gemeinderatswahl am 15. März 2020 folgendermaßen zusammen:
| Partei / Liste                   | Sitze | Stimmenanteil |
| Christlich-Soziale Union (CSU)   | 9     | 41,73 %       |
| Bündnis 90/Die Grünen            | 4     | 21,68 %       |
| SPD/KommA                        | 3     | 16,01 %       |
| Freie Demokratische Partei (FDP) | 1     | 3,90 %        |
| „Glonner für Glonn“ (GfG)        | 3     | 16,66 %       |
| Wahlbeteiligung: 61,66 %         |       |               |

Erster Bürgermeister ist Josef Oswald (CSU). Bei der Kommunalwahl 2020 erhielt dieser 89,82 % der gültigen Stimmen. Er gehört ebenfalls dem Gemeinderat an und ist dessen Vorsitzender.

### Wappen
| Wappen von Glonn | Blasonierung: „In Silber eine waagrechte blaue Forelle mit goldenen Flossen, darunter ein sechzehnschaufeliges schwarzes Mühlrad.“ |
| Wappen von Glonn | Wappenbegründung: Mühlrad und Forelle weisen auf die vom landschaftlichen und wirtschaftlichen Gesichtspunkt hervorstechendsten Merkmale hin: - der große Wasserreichtum des Glonntals (Glonn, Kupferbach, Schrankenbach (Donisbachl)) und seiner Seitentäler. - das Glonntaler Mühlenhandwerk, das heute nurmehr in vier zum Teil stillgelegte Mühlen vorhanden ist, aber ehemals mit sieben Mühlen ein wichtiger Wirtschaftsfaktor über die Ortsgrenzen hinaus war. Das Mühlrad kann als gemeinschaftliches Symbol von Landwirtschaft und Handwerk gelten, die die Gemeinde Glonn schon immer prägten. Dieses Wappen wird seit 1931 geführt. |

### Gemeindepartnerschaft
- Frankreich: Mit der französischen Stadt Bonnefamille besteht seit 1998 eine enge Verbindung. Wechselseitige Besuche von Vereinen und Abordnungen halten den Kontakt.

## Religionen

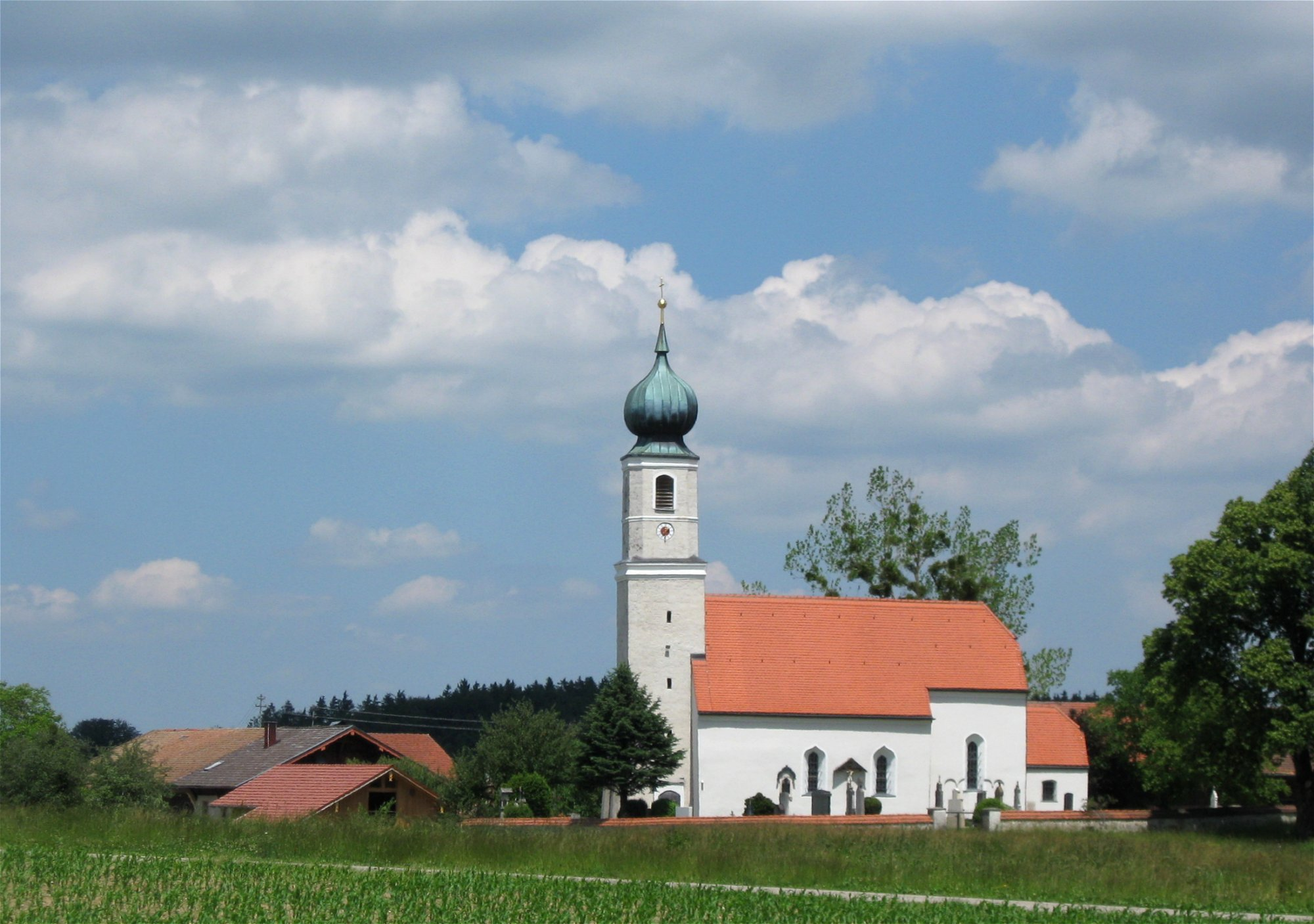
Kirche in Kreuz

Die katholische Pfarrgemeinde St. Johannes umfasst Glonn und die sechs Filialgemeinden der Ortsteile Frauenreuth, Münster, Haslach, Schlacht, Kreuz und Adling. Der Glonner Pfarrer ist auch zuständig für die Kuratien Berganger und Antholing.
Die Evangelisch-Lutherische Kirchengemeinde Grafing – Aßling – Glonn betreut in ihrem Wirkungsgebiet etwa 3550 evangelische Christen, das entspricht rund 15 % der Gesamtbevölkerung in diesen Gemeindebereichen. Sie ist dem Dekanat Rosenheim zugeordnet.
Zudem besteht eine Freie Evangelische Gemeinde mit eigenen regelmäßigen Gottesdiensten.
Im Hauptort gibt es die katholische Pfarrkirche (St. Johannes Baptist, Rokokobau, 1823 geweiht), ergänzt durch mehrere katholische Filialkirchen, Kapellen und Gebetsräume in Einrichtungen wie dem Caritas Alten- und Pflegeheim oder der Jugendhilfe Schloss Zinneberg. Eine evangelische Kirche (Christuskirche) wurde als moderner Rundbau mit angeschlossenem Gemeindezentrum und Pfarrwohnung 1968 errichtet.

## Kultur und Sehenswürdigkeiten

### Theater
Jährlich im Herbst findet die Theaterveranstaltung des Trachtenvereins Glonn im Bürgersaal statt, die Laienschauspieler führen an mehreren Vorstellungen heimatliche Stücke in Bayrischer Mundart auf.

### Museen

#### Heimatmuseum
Das mehrmals im Jahr geöffnete Heimatmuseum Glonn bietet einen Einblick in die Ortsgeschichte. Neben Artefakten aus der Vorgeschichte sind vor allem Malereien und Bücher örtlicher Kulturschaffender zu bewundern. Ein originalgetreu eingerichtetes Zimmer zeigt die Heimstatt der Schriftstellerin Lena Christ.

#### Technikdenkmal
Das Technikdenkmal Stegmühle Glonn im Mühltal bewahrt die im Original von 1906 erhaltene, Elektrizität erzeugende Pumpmühle (Kolbenpumpen der Firma MAN) mit ihrer über hundertjährigen Technik in voll funktionsfähigem Zustand.
Bis Mitte der 1990er Jahre erzeugte diese noch Strom, der in das öffentliche Netz eingespeist wurde. Sie ist seitdem nicht mehr in Betrieb, kann aber auf Anfrage beim im Hause wohnenden Eigentümer besichtigt werden.

### Bauwerke

#### Schloss Zinneberg

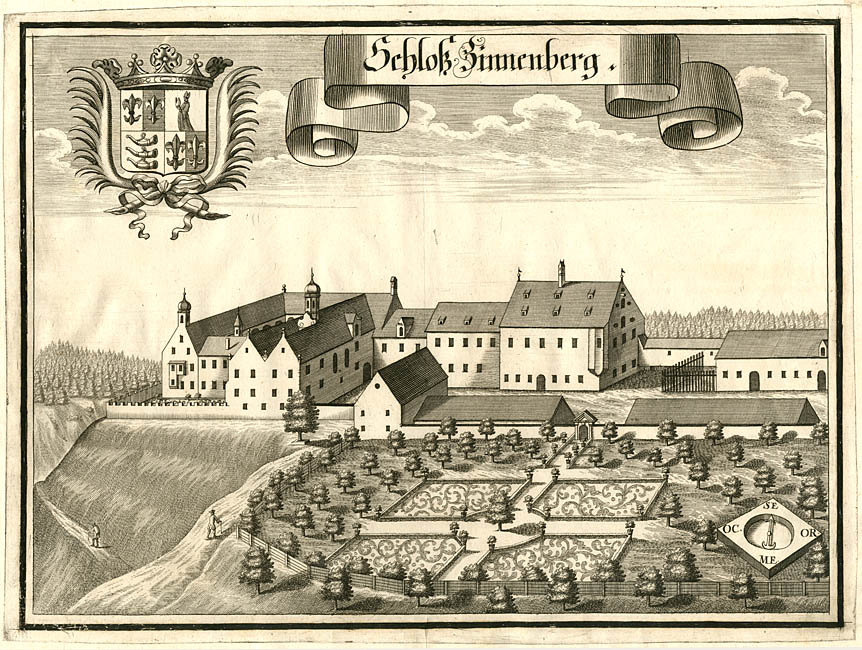
Michael Wening: das „Schloß Zinnenberg“ um 1705

Das Schloss Zinneberg ist am östlichen Rand des Ortes auf der vorspringenden Nase des namensgebenden Zinnebergs hinter dichtem Baumbewuchs heute nur zu erahnen. Seine Geschichte ist möglicherweise bis ins 11. Jahrhundert zurückzuverfolgen, jedoch ist die Quellenlage sehr unsicher. Erst im Jahr 1332 wird in einer Schenkungsurkunde an das Adelsgeschlecht Preysing der Ortsname „Zinnenberg“ erstmals nachweislich in dieser Schreibweise erwähnt. Im weiteren Verlauf befand sich das Schloss in Besitz von mehreren in Bayern einflussreichen Adelsfamilien.
1350 wurde Otto von Pienzenau durch Heirat Burgherr auf Zinneberg. Wiederum durch Heirat ging Zinneberg im Jahr 1596 in den Besitz der Fugger über und verblieb für die nächsten 230 Jahre auch in deren Händen. 1632, im Dreißigjährigen Krieg, wurde Schloss Zinneberg niedergebrannt. Aus dieser Zeit stammt die Legende, dass (heute noch) ein geheimer Gang zwischen Burg und dem Ort besteht, durch den sich einige Bewohner in Sicherheit bringen konnten. Schon 1640 ließ der Fuggergraf Johannes Friedrich das Schloss wieder erbauen. 1825 kaufte die verwitwete bayerische Kurfürstin Maria Leopoldine, in zweiter Ehe verheiratet mit Ludwig Graf v. Arco, das Schloss. Sie ließ es nach ihrem Geschmack umbauen, so wie es heute zum Großteil noch zu sehen ist. Von 1850 bis 1868 kam das Anwesen in den Besitz des Marquis Fabio von Pallavicini, bis dieser es an Friedrich Wilhelm Scanzoni von Lichtenfels verkaufte. 1898 wurde Adolf Freiherr von Büsing-Orville der neue Schlossherr. Er sorgte für weitere Ausbauten, die dem Schloss bis heute seinen feudalen Charakter verleihen.
Manche Straßennamen im Ort erinnern an diese Adelsgeschichte („Preysingstraße“, „Pienzenauer Straße“, „Fuggerstraße“, „Arcostraße“, „von-Scanzoni-Straße“, „Büssingstraße“).
Während der Depression gingen die Güter für 735.000 Reichsmark am 14. September 1927 in den Besitz der Schwestern vom Guten Hirten über. Das Schloss dient heute unter deren Trägerschaft als Einrichtung der Jugendhilfe für Mädchen aus schwierigen Verhältnissen und beherbergt zusätzlich einen Kindergarten.
Schon zur Zeit des Ersten Weltkrieges fungierte ein Teil des Schlosses als Lazarett mit 60 Betten. Nach Ausbruch des Zweiten Weltkrieges wurde das Gebäude des Erziehungsheimes als Reserve-Lazarett der Wehrmacht beschlagnahmt. Im Kalten Krieg wurde eine unterirdische Bunkeranlage errichtet, die als stationäres Hilfskrankenhaus (im erweiterten Sofortprogramm) vorgesehen war.
Derzeit ist im Schloss eine Einrichtung für Kinder- und Jugendhilfe mit einem Heim für Mädchen und jungen Frauen, einer Schule zur Erziehungshilfe sowie Ausbildungsmöglichkeiten beheimatet. Ein öffentlicher Kindergarten und Hort der Gemeinde Glonn befindet sich ebenfalls im Gebäude.

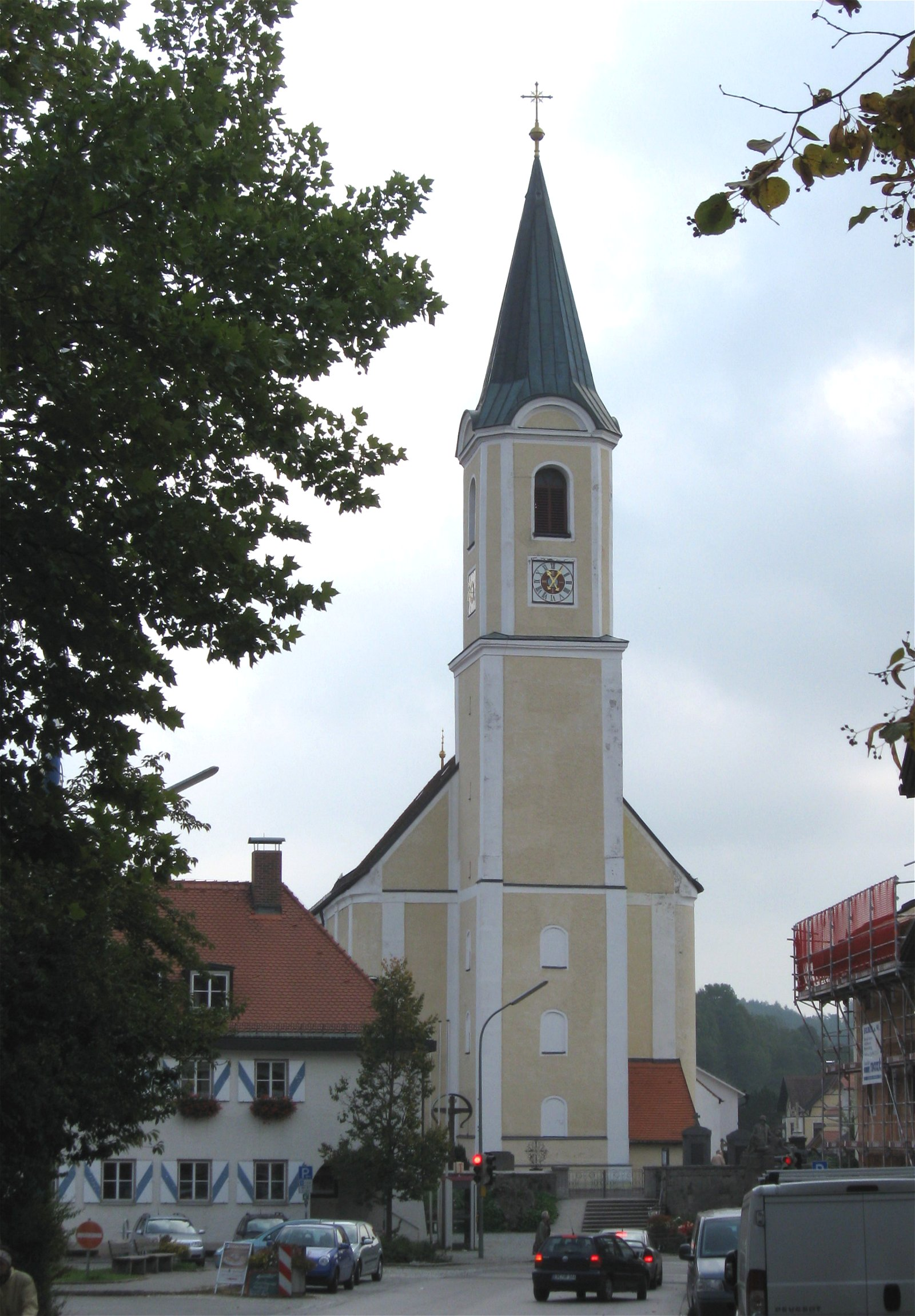
Pfarrkirche St. Johann Baptist

#### Pfarrkirche St. Johann Baptist
Die Pfarrkirche St. Johann Baptist ist ein herausstechendes Bauwerk, das dem Besucher prominent in der Ortsmitte auffällt, wenn er von einem der umliegenden Hügel nach Glonn kommt.
Johannes der Täufer als Kirchenpatron deutet auf eine frühchristliche Taufkirche hin. Schon vor 1600 findet sich eine gotische Kirche mitten im Dorf, die Sakristei der heutigen Pfarrkirche ist noch ein Rest dieses Gotteshauses.
Baufällig geworden, wurde der gotische Bau 1767 abgebrochen und zwischen 1768 und 1778 die heutige Kirche erbaut, aber erst 1823 ganz fertiggestellt und geweiht. Der Baustil ist Rokoko. Die Figuren des Hochaltars sowie ein Kruzifix mit Schmerzhafter Muttergottes wurden 1777 von Joseph Götsch (Schüler von Ignaz Günther) geschaffen. Die neubarocke Stuckdekoration, die Verkündigungsgruppe am Chorbogen und die Deckenmalereien wurden 1893 geschaffen. Im Jahr 1994 wurde die Kirche umfassend renoviert.
Der Turm beherbergt ein historisch bedeutendes, wenn auch klanglich nicht besonders hervorzuhebendes Bronzegeläute in Schlagtonfolge des1 ges1 as1 b1, das zwischen 1521 und 1949 gegossen wurde.

#### Klosterschule
1899 begann der Bau einer Mädchenschule im Ortszentrum Glonn, am 24. Oktober 1902 wurde sie dem damaligen Bürgermeister „zum Zwecke einer durch katholische Ordensfrauen zu leitenden Mädchenschule“ übergeben. Diese Aufgabe übernahmen die Ordensfrauen des Klosters Maria Stern aus Augsburg.
Im Dritten Reich wurden sie jedoch am 25. März 1937 aus der Schule verwiesen. Das führte zu heftigen Protesten der Eltern und rief schließlich die Gestapo auf den Plan, als auf dem Dach der benachbarten Knabenschule am Pfingstsonntag anonym ein sogenannter Pfingstlümmel (Strohpuppe als Spott gegenüber dem herrschenden Regime) angebracht wurde, angezogen mit dem Braunhemd der SA und einer Kommunistenmütze.
Nach Kriegsende konnten die Ordensfrauen wieder den Unterricht übernehmen. Ab 1964 gab es erstmals nach dem Krieg eine gemischte Klasse.
Mitte der 1970er Jahre erwarb die Marktgemeinde das mittlerweile aufgegebene Kloster- und Schulgebäude. Im weiteren Verlauf wurde es zu einem kulturellen und sozialen Zentrum in der Gemeinde ausgebaut: im Dachgeschoss wurde das Heimatmuseum untergebracht, die „Altenstube“ im Erdgeschoss bietet einen sozialen Treffpunkt für Senioren, die Ortsgruppen des Roten Kreuzes und ein Kinderhort mit Tagesbetreuung finden dort ihren Platz, im Keller hat sich ein Jugendtreff etabliert. Zeitweise wurden die alten Klassenräume wieder als Ausweichquartier für die benachbarte Volksschule genutzt, wenn diese bei hohen Schülerzahlen aus den Nähten zu platzen drohte.
Die alte Kapelle mit Sakristei und Nebenräumen im Westteil des Gebäudes wird als Galerie für Ausstellungen verwendet. Der Raum kann für Veranstaltungen gemietet werden und die Gemeinde bietet ihn für standesamtliche Heiraten als Alternative zu den üblichen Büroräumen an.
Der nördlich des Gebäudes liegende Garten war kurzzeitig ein öffentlicher Kinderspielplatz, bis dort 1980 das Feuerwehrhaus der Freiwilligen Feuerwehr seinen Standort fand. Der südliche Klostergarten mit einem Brunnen war bis 2011 öffentlich zugänglich und bot eine ruhige Oase am Ort. Anfang 2012 wurde auf diesem Areal die Erweiterung des Kindergartens errichtet, nun erinnern nur noch der alte Alleebaumbestand, ein Feldkreuz und ein Steindenkmal am Straßenrand an die frühere Zugehörigkeit zum Kloster.

### Ausstellungen, Galerien
Die Galerie in der Klosterschule bietet mit regelmäßigen Themen-Ausstellungen Künstlern eine Plattform für ihre Werke. Im Ambiente der ehemaligen Klosterkapelle kommen diese gut zur Geltung.
In der Schrottgalerie Friedel findet man allerlei Seltsames eines Glonner Künstlers, der vorzugsweise aus Metallschrott neue Skulpturen formt, die schon in vielen Haushalten eine dauerhafte Bleibe gefunden haben. Der mannshohe Steinbeißer an der Ortseinfahrt direkt neben dem gleichnamigen Autohaus stammt aus dieser Werkstatt. In unregelmäßigen Abständen gibt es in der Schrottgalerie musikalisch Kostproben von ungewöhnlichen Bands.
Die kleine Galerie ist eine weitere Plattform für verschiedene Künstler.

### Natur und Landschaft
Zum Ortsgebiet von Glonn gehört der als Badegewässer beliebte Kastensee, direkt angrenzend in der Nachbargemeinde Moosach, befindet sich der Steinsee.
Bei Glonn befindet sich das Naturschutzgebiet „Kupferbachtal bei Unterlaus“. Hier finden sich seltene Pflanzen, wie zum Beispiel das Bayerische Löffelkraut.

### Freizeit- und Sportanlagen
Im Schulgebäude wird ein kleines Hallenbad unterhalten, das auch für die Bevölkerung nutzbar ist.
Verschiedene Sportplätze dienen der körperlichen Ertüchtigung, der zentrale Schulsportplatz und der Fußballplatz im Ortsteil Adling werden für Training und Punktspiele der Fußballmannschaften des ASV (Allgemeinen Sportvereins) genutzt. Ein Basketballfeld steht auch außerhalb der Schulzeiten für die Glonner Jugend offen, genauso wie die zwei mit Fußballtoren ausgestatteten Bolzplätze. Ein Tennisplatz ist ebenfalls vorhanden. Zwei öffentliche Kinderspielplätze ergänzen das Angebot für Spiel & Spaß in Glonn.
Die Umgebung bietet Wander- und Radwege; bei ausreichend Schnee betreibt der Wintersportverein eine Langlauf-Loipe mit Flutlicht, die zwei kleinen Lifte an der Finkenhöhe werden von Skiläufern genutzt. Um den Ort befinden sich zudem Badeseen.

### Regelmäßige Veranstaltungen
Seit 1901 findet viermal im Jahr Markttag statt, jeweils am dritten Sonntag in der Fastenzeit, am Sonntag vor Pfingsten, am ersten Sonntag im August und am ersten Sonntag im Oktober. Ergänzt wird diese Folge vom Christkindlmarkt am zweiten Adventssonntag und vom regelmäßigen Bauernmarkt von Mai bis Oktober jeden zweiten Samstag im Monat.
An einem Samstag Mitte Juli bevölkern die Besucher des Nachtflohmarkt die Hauptstraße, meist bei romantischem Kerzen- und Laternenlicht.
Überregional bekannt ist das Glonner Dorffest, das von den größeren Glonner Vereinen seit 1992 gemeinsam veranstaltet wird (Freitag bis Montag am ersten Wochenende in den bayerischen Sommerferien). Da viele Glonner Mitglied in einem dieser Vereine sind, ist dafür gesorgt, dass es an diesen Tagen hoch hergeht. Mit den gezimmerten Hütten ist man vor Regengüssen gefeit, bei schönem Wetter sind jedoch die Freiluftplätze auf der eigens gestalteten Fläche vor der Schule schnell belegt.
Ein Sonntag im September (am Ende der bayerischen Sommerferien) ist der Termin für den beliebten Mini-Triathlon der örtlichen Wasserwacht. Auf jeweils einem Zehntel der Ironman-Triathlonstrecken können Einzelstarter aber auch Gruppen bzw. Familien im Team ihre Sportlichkeit im Schwimmen, Radfahren und Laufen beweisen. Start, Ziel und Schwimmstrecke ist der Kastensee, die Laufstrecke führt durch den Wald um den See und die Radstrecke durch das hügelige Ortsgebiet von Glonn.

## Wirtschaft und Infrastruktur

### Verkehr

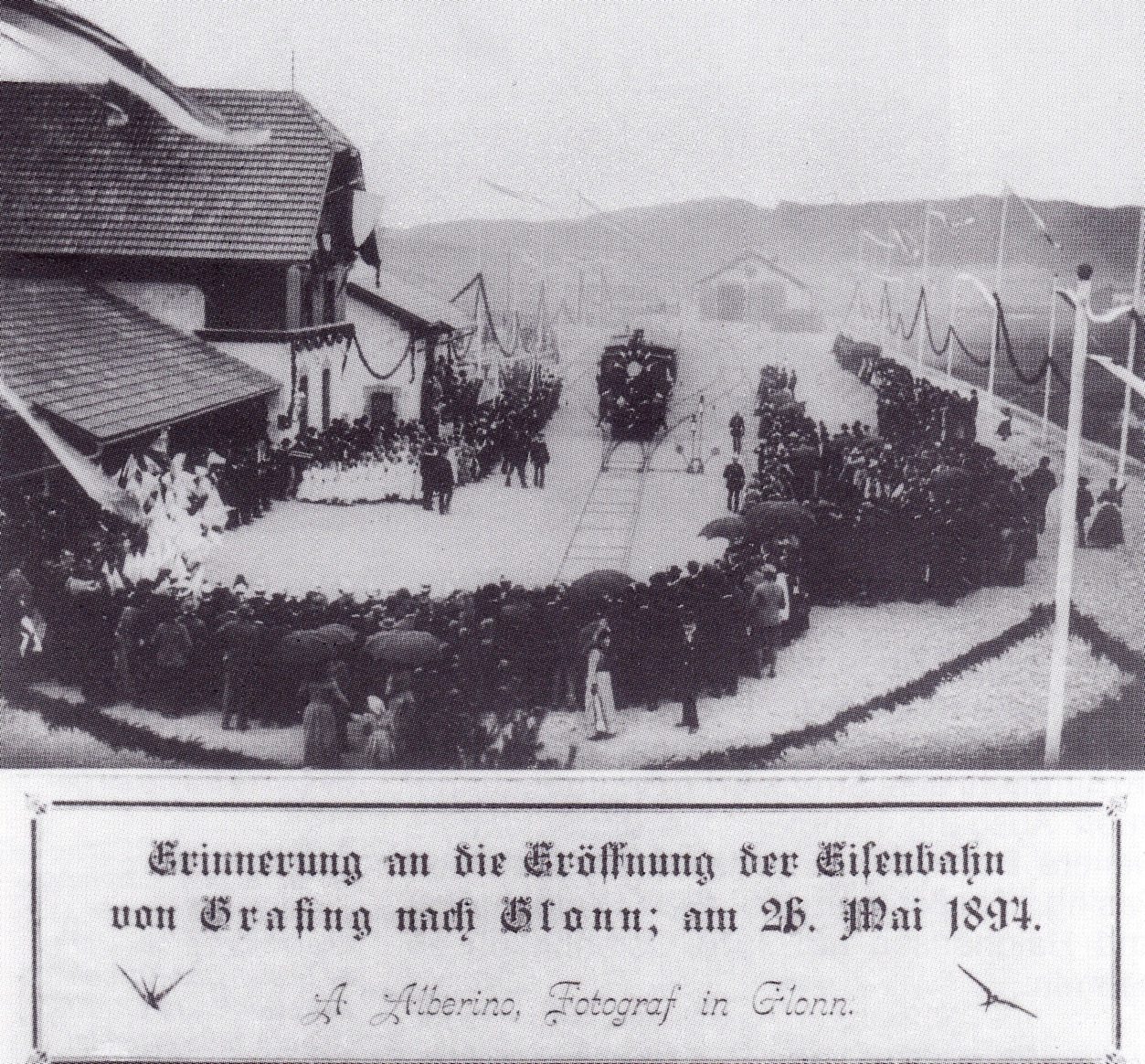
Feierliche Eröffnung des Bahnhofs Glonn am 26. Mai 1894

Das Glonner Gemeindegebiet wird von den Kreisstraßen EBE 13 und EBE 14 sowie die Staatsstraßen St 2079 und St 2351 durchquert, zur A 8 (Anschlussstelle Weyarn) sind es 18 km sowie zur A 99 (Anschlussstelle Ottobrunn) 16 km.
Die Anbindung an die Nachbarorte ist mit mehreren Buslinien gewährleistet, die auch zu den S-Bahnlinien S4 und S7 nach Zorneding und Höhenkirchen-Siegertsbrunn im Münchner Verkehrs- und Tarifverbund führen. Glonn gehört zu den Zonen 3 und 4 dieses Tarifsystems.
Ab 1894 hatte die Lokalbahn Grafing Bahnhof–Glonn ihren Endpunkt in Glonn, sie wurde jedoch im Jahr 1970 aufgrund mangelnder Fahrgastzahlen im Personenverkehr und 1971 im Güterverkehr stillgelegt. An Stelle des ehemaligen Bahnhofes ist jetzt eine großzügig angelegte Bushaltestelle mit zwei Wartehäuschen und mehreren Halteplätzen zu finden, der Name „Bahnhofplatz“ wurde beibehalten. Der ehemalige Lokschuppen existiert noch und wird heute als Wohnhaus genutzt. Der Bahndamm zieht sich weiterhin auffällig durch das Glonntal bis Moosach, eine zeitweilig geplante Nutzung mit einem Fahrradweg auf der stillgelegten Bahntrasse wurde bislang noch nicht realisiert.

### Ansässige größere Unternehmen

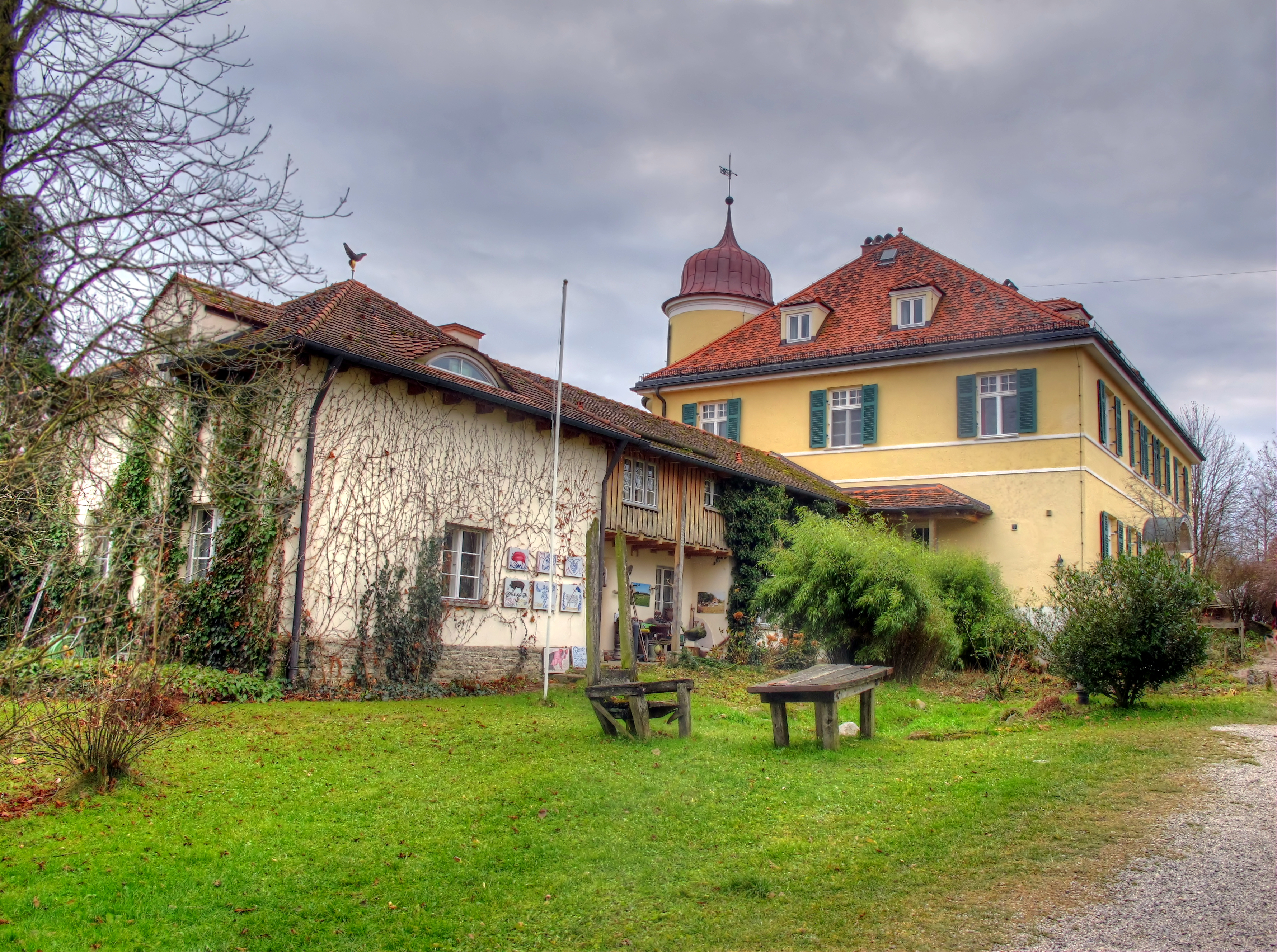
Herrmannsdorfer Landwerkstätten Nebengebäude und Villa

- Herrmannsdorfer Landwerkstätten (Lebensmittel in ökologischer Qualität, inklusive Brauerei Herrmannsdorfer Schweinsbräu)
- Hans Brunner Schokoladenformen (Industriell gefertigte Kunststoffformen für Schokoladen- und Pralinenhersteller)
- Busbetrieb Josef Ettenhuber

### Öffentliche Einrichtungen
Glonn ist Sitz der Gemeindeverwaltung und der Verwaltungsgemeinschaft Glonn.
Das zuständige Landratsamt, Amtsgericht, Polizeiinspektion und weitere Behörden sind in Ebersberg.
Die Ebersberger Notare halten monatlich je einen Amtstag im Glonner Rathaus ab (Termine bei der Gemeindeverwaltung).
Die Allgemeine Ortskrankenkasse bietet im Rathaus monatlich Beratungen an.

### Bildung
Eine Volksschule (Grund- und Hauptschule) in Glonn sorgt für die Ausbildung der Grundschüler in den ersten vier Schuljahren und für die Vorbereitung auf das Berufsleben in weiteren fünf Jahrgangsstufen. Hier kann die Vorbereitung und Prüfung zum qualifizierenden Hauptschulabschluss abgelegt werden. Rund 40 Lehrer unterrichten die etwa 450–500 Schüler aus Glonn und den benachbarten Gemeinden.
Die Einrichtungen des Mädcheninternats im Kloster der „Guten Hirtinnen“ auf Schloss Zinneberg umfassen mehrere spezielle Angebote, von der Sozialpädagogischen Fördergruppe für Grundschülerinnen über die Erziehungshilfe (5. bis 9. Klasse) mit der Möglichkeit zur individuellen Lernförderung bis zu Berufsvorbereitungsjahren und der Berufsschule für verschiedene vorrangig hauswirtschaftliche Berufe.
Die private Yamaha-Musikschule „Kling Glonn“ bietet musikalischen Unterricht für alle Altersstufen an.

### Sonstige Einrichtungen
- Gemeindebücherei Glonn
- Bürgersaal
- Kindergärten:
  - Pfarrkindergarten (Betreiber: Katholische Pfarrgemeinde)
  - Gemeinde-Kindergarten und Kindertagesstätte auf Schloss Zinneberg (Betreiber: Arbeiterwohlfahrt)
  - KiJuFa-Kindergarten mit Kindertagesstätte und Mittagsbetreuung (Betreiber: KiJuFa, Förderverein für Kinder, Jugend und Familien in Glonn e. V.)
  - Kindergarten in Herrmannsdorf (Träger: Elterninitiative Kindergarten in Herrmannsdorf e. V.)
- Caritas-Seniorenheim „Marienheim“
- Freiwillige Feuerwehr Glonn (Löschzug), mit den Ortsteilfeuerwehren Frauenreuth, Schlacht-Kastenseeon und Mattenhofen-Haslach (jeweils eine Löschgruppe)

## Persönlichkeiten

### Söhne und Töchter des Ortes
- Michael und Johann Beham, Künstler & Restauratoren
- Wolfgang Wagner senior (* 15. November 1834, † 6. Februar 1902), Abgeordneter des Bayerischen Landtags und des Deutschen Reichstages
- Wolfgang Wagner junior (* 9. Mai 1865, † 8. August 1912), Abgeordneter des Bayerischen Landtags für die Deutsche Zentrumspartei 1907–1912
- Lena Christ (* 30. Oktober 1881, † 30. Juni 1920), Schriftstellerin
- Gustav Scanzoni von Lichtenfels (* 3. Oktober 1885 auf Schloss Zinneberg; † 13. November 1977 in Miesbach), Rechtsanwalt, Justitiar und Manager
- Max Lebsche (* 11. September 1886, † 22. September 1957), Arzt, Pionier der Herzchirurgie, Gründer und Chefarzt der Maria-Theresia-Klinik in München
- Georg Lanzenberger (* 24. März 1897, † 23. Mai 1989), Kunstmaler, Bürgermeister von Glonn 1933–1945
- Karl Koller (* 22. Februar 1898, † 22. Dezember 1951), Pilot, Entfernungsweltrekord 1921 im Segelflug mit 5 Kilometer, erster 360°-Kreisflug ohne Höhenverlust mit einem Segelflugzeug 1921, letzter Generalstabschef der deutschen Luftwaffe im Zweiten Weltkrieg von November 1944 bis Kriegsende 1945
- Centa Haas (* 20. Dezember 1908, † 20. Juli 1976), Pädagogin und Politikerin (CSU), Abgeordnete des Deutschen Bundestags 1963–1965
- Richard Gürteler (* 23. Juni 1936, † 22. Oktober 2000), Bäckermeister, Abgeordneter des Bayerischen Landtags 1974–1994
- Diethard Tautz (* 17. August 1957), Biologe und Molekulargenetiker
- Lukas Dauser (* 15. Juni 1993), Kunstturner[13]

### Sonstige bekannte Bürger
- Franz Kaltner (* 8. Mai 1721, † 9. September 1766), Priester und Komponist
- Günter Bialas (* 19. Juli 1907, † 8. Juli 1995), Komponist
- Blasius Gerg (* 16. Januar 1927, † 17. Mai 2007), Bildhauer
- Karl Ludwig Schweisfurth (* 30. Juli 1930; † 15. Februar 2020), Unternehmer, Pionier der ökologischen Lebensmittel-Erzeugung und -Verarbeitung, Gründer der Schweisfurth-Stiftung und der Herrmannsdorfer Landwerkstätten
- Marc Kassan, Schriftsteller und ehemaliger Hollywood-Stuntman[14]
- Susanne Osthoff (* 7. März 1962), Archäologin, die im November 2005 im Irak entführt und für drei Wochen als Geisel gehalten wurde (hatte ihren bis zur Entführung letzten bekannten deutschen Wohnsitz bis Mai 2005 in Glonn)